# 生存者たち
『生存者たち』（せいぞんしゃたち、英: Survivors）は、2008年から英BBCで放送されたテレビドラマ。1975年から1977年に放送されたオリジナル版 (Survivors) をBBCが現代版にリメイクした。原作はテリー・ネイション。
日本ではAXNミステリーにて2009年11月から放送された。
シーズン2の6話をもって制作が打ち切られた。全12話。

## あらすじ
ある日、テレビで盛んにあるウイルスによる感染のニュースが飛び交う。ウイルスは驚異的なスピードで蔓延し、この謎のウイルスによって、人類の99％が滅亡してしまうという危機に。そんな中、主人公のアビーを中心に生き残ったメンバーは必死に生きていく、というサスペンスドラマ。

## キャスト
アビー・グラント - ジュリー・グレアム
主人公で生き残ったメンバーの中心的存在。夫と白血病の治療経験のある息子を持つ。ウイルス感染により行方不明になってしまった息子を必死で探そうとする。
トム・プライス - マックス・ビーズリー
囚人であったが、ウイルス感染の非常事態に乗じて刑務所から見事に脱獄。自己中心的な面があるが、賢く、人を操る術に長けている。
サマンサ・ウィリス - ニキ・アムカ＝バード
ウイルス感染の対策の記者対応の責任者を任された副大臣。正義感が強く、政府と生存者をつなぐ唯一の存在。
グレッグ・プレストン - パターソン・ジョセフ
大企業の元システム・アナリスト。大企業の生活に疲れ、田舎での安穏な生活を夢見ていた。
アニャ・ラクジンスキ - ゾー・タッパー
ウイルス感染の対応に必死であたっていた若き女性医師。ウイルス感染した友人の治療をすることが出来ず自信喪失してしまう。
アル・サディク - フィリップ・ライズ
金持ちで洗練されたルックスを持つプレイボーイ。贅沢な暮しを送っていたが、ウイルス蔓延により生活が一変。
ナジド - チャハク・パテル
ゲームやアメフト好きの活発な少年。イスラム教徒であるが、祈祷中に父を亡くしてしまう。

## スタッフ
- 製作総指揮・脚本：エイドリアン・ホッジス
- 制作：英BBC